# Assi Dayan
Asaf Dayan, noto come Assi Dayan (Nahalal, 23 novembre 1945 – Tel Aviv, 1º maggio 2014), è stato un attore, sceneggiatore, regista e produttore israeliano.
Nel corso della sua carriera Dayan ha vinto sette Israeli Academy Award e ha ottenuto altre cinque candidature per lo stesso premio. Nel 1971 è stato candidato ad un Golden Globe per il miglior attore debuttante per la sua interpretazione di Romain Kacew nel film Promessa all'alba di Jules Dassin.

## Biografia
Assi Dayan è nato a Nahalal, figlio del generale israeliano Moshe Dayan e di sua moglie Ruth. Nel febbraio del 1970, Dayal prese un volo per Londra della compagnia aerea El Al che venne dirottato da dei terroristi arabi a Monaco di Baviera. Nel marzo del 2009, Dayan è stato incriminato con l'accusa di uso di droghe e di violenze sulla propria fidanzata. Sulla scia di una precedente condanna per possesso di droghe, ha ricevuto una sospensione condizionale della pena e, in seguito al patteggiamento, è stato condannato a 200 ore di lavori socialmente utili. Dayan ammise di essere in possesso di cocaina per uso personale. Nel novembre del 2009, Dayan è stato colpito da un forte attacco cardiaco e sottoposto ad un'angioplastica presso l'Ichilov Hospital a Tel Aviv.
La sorella di Dayan è la scrittrice e politica Yael Dayan. Assi Dayan si è sposato tre volte e ha avuto quattro figli: Amalia, Avner, Lior Dayan e Assia Neumann. Sua figlia Amalia, nata da Dayan e Aharona Melkind, è un'importante collezionista d'arte. Lior Dayan, nato da Dayan e dall'attrice britannica Caroline Langford, è uno scrittore e giornalista. Nel 1999, la moglie di Dayan, Vered Tandler-Dayan, ha realizzato un documentario su Assi Dayan, intitolato Living, Period.

### Carriera
Nel 1967 Dayan si è affermato come attore cinematografico e come icona israeliana nel film Hu Halach B'Sadot, un adattamento di Yosef Millo di un romanzo di Moshe Shamir. Nello stesso anno è apparso nel film Sayarim di Micha Shagrir, su un gruppo di combattenti d'élite in missione per catturare il comandante di una squadra fedayyin. Nel 1969, Dayan ha recitato nel film statunitense Di pari passo con l'amore e la morte, diretto da John Huston, insieme alla figlia di quest'ultimo. Ha interpretato Giora Geter, proprietario di un pub di Tel Aviv, nel film Ad Sof Halaylah di Eitan Green. Nel 1984, Dayan ha un ruolo secondario come prigioniero nel film Oltre le sbarre di Uri Barbash, descritto come un'importante pietra miliare del cinema israeliano sulla politica. Altri ruoli comprendono quello di Shuki nel film La notte dei falchi, su un raid israeliano ad Entebbe, candidato ad un Oscar al miglior film straniero.
Nel 1976 Assi Dayan ha diretto il film Giv'at Halfon Eina Ona, una commedia su un gruppo di uomini che lavora come riserva militare nella penisola del Sinai. Nel 1992 Dayan ha sceneggiato e diretto Ha-Chayim Al-Pi Agfa, un film che mostra la vita in un pub di Tel Aviv e che è una critica molto dura della società israeliana del tempo. La pellicola è stata candidata ad un Orso d'oro al Festival internazionale del cinema di Berlino del 1993 e ha vinto la "Menzione d'onore".
Tra il 2005 e il 2008, Dayan ha interpretato il ruolo protagonista nella serie televisiva israeliana BeTipul, quello dello psicologo Reuven Dagan, per un totale di 80 episodi. Il suo personaggio è stato interpretato da Gabriel Byrne nell'adattamento statunitense In Treatment, trasmesso da HBO.

## Filmografia

### Attore
- Sayarim, regia di Micha Shagrir (1967)
- Hu Halach B'Sadot, regia di Yosef Millo (1967)
- Il giorno in cui i pesci uscirono dal mare (The Day the Fish Came Out), regia di Mihalis Kakogiannis (1967)
- La battaglia del Sinai (Hamisha Yamim B'Sinai), regia di Maurizio Lucidi (1969)
- Di pari passo con l'amore e la morte (A Walk with Love and Death), regia di John Huston (1969)
- Ha-Simla, regia di Yehuda Ne'eman (1970)
- Moto Shel Yehudi, regia di Denys de La Patellière (1970)
- Promessa all'alba (Promise at Dawn), regia di Jules Dassin (1970)
- Hetzi Hetzi, regia di Boaz Davidson (1971)
- Shlosha V'achat, regia di Mikhail Kalik (1974)
- La spia senza domani (The Sell Out), regia di Peter Collinson (1976)
- La notte dei falchi (Mivtsa Yonatan), regia di Menahem Golan (1977)
- A chi tocca, tocca...! (Agenten kennen keine Tränen), regia di Gianfranco Baldanello e Menahem Golan (1978)
- Moments de la vie d'une femme, regia di Michal Bat-Adam (1979)
- Ha-Ish She Ba Lakahat, regia di Prosper Pariente (1981)
- Tell Me That You Love Me, regia di Tzipi Trope (1983)
- Ad Sof Halaylah, regia di Eitan Green (1985)
- Oltre le sbarre (Me'ahorei hasoragim), regia di Uri Barbash (1985)
- Delta Force (The Delta Force), regia di Menahem Golan (1986)
- Ha-Tov, HaRa, VeHaLo-Nora, regia di Assi Dayan (1987)
- Après le vent des sables, regia di Claude Zaccaï (1987)
- Ha-Yanshouf, regia di Amnon Rubinstein (1988)
- Z'man Emet, regia di Uri Barbash (1991)
- Brev til Jonas, regia di Susanne Bier (1992)
- L'inventario (Zihron Devarim), regia di Amos Gitai (1995)
- Ein Shemot Al Hadlatot, regia di Nadav Levitan (1997)
- Alilot David - serie TV, 1 episodio (1998)
- Mar Baum, regia di Assi Dayan (1998)
- Ke'Ilu Klum Lo Kara, regia di Ayelet Bargur - film TV (1999)
- Ha-Hesder, regia di Joseph Cedar (2000)
- Zimzum, regia di Yigal Bursztyn (2001)
- Odot Ha-Monitin, regia di Yoram Kislev (2001)
- Bnot Brown - miniserie TV, 8 puntate (2002)
- Ha-Shiva MeHodu, regia di Menahem Golan (2002)
- Medurat Hashevet, regia di Joseph Cedar (2004)
- Ha-Bsora Al-Pi Elohim, regia di Assi Dayan (2004)
- Eretz Nehederet - serie TV, 1 episodio (2005)
- BeTipul - serie TV, 80 episodi (2005-2008)
- Lemarit Ain, regia di Daniel Syrkin (2006)
- Parashat Ha-Shavua - serie TV, 12 episodi (2006)
- Bekarov, Yikre Lekha Mashehu Tov, regia di Eyal Shiray (2006)
- Things Behind the Sun, regia di Yuval Shafferman (2006)
- Mesudarim - serie TV, 1 episodio (2007)
- Hofshat Kaits, regia di David Volach (2007)
- Meduse (Meduzot), regia di Shira Geffen e Etgar Keret (2007)
- Rak Klavim Ratzim Hofshi, regia di Arnon Zadok (2007)
- Liebesleben, regia di Maria Schrader (2007)

### Sceneggiatore e regista
- Hagiga Le'enayim (1975)
- Giv'at Halfon Eina Ona (1976)
- Eizeh Yofi Shel Tzarot! (1976)
- Shlager (1979)
- Am Yisrael Hai (1981)
- Melech LeYom Ehad (1982)
- B'Hinat Bagrut (1983)
- Photo Roman (1987)
- Ha-Tov, HaRa, VeHaLo-Nora (1987)
- Ha-Chayim Al-Pi Agfa (1993)
- Smicha Hashmalit Ushma Moshe (1995)
- Mar Baum (1998)
- Ha-Bsora Al-Pi Elohim (2004)

### Sceneggiatore
- Hetzi Hetzi, regia di Boaz Davidson (1971)
- Banot, regia di Nadav Levitan (1985)
- Ha-Krav Al HaVa'ad, regia di Avi Cohen (1986)
- Derech Ha'nesher, regia di Uri Barbash (1990)
- Manat Yeter, regia di Shmuel Imberman (1993)
- Rak Klavim Ratzim Hofshi, regia di Arnon Zadok (2007)

### Regista
- Hazmanah L'Retzah (1973)
- Long Live Israel (1984)